# NGC 2973
NGC 2973 – trzy gwiazdy tworzące prawdopodobnie asteryzm, znajdujące się w gwiazdozbiorze Pompy. Zostały skatalogowane przez Johna Herschela 5 lutego 1837 roku jako obiekt typu „mgławicowego”. Poszczególne gwiazdy mają jasności 14,9, 15,6 i 15,7m. Obok nich znajduje się też czwarta gwiazda o jasności 17,5m, zbyt słaba jednak, by Herschel mógł ją zobaczyć za pomocą swego teleskopu. Identyfikacja obiektu NGC 2973 nie jest pewna. Baza SIMBAD jako NGC 2973 podaje pobliską galaktykę MCG-05-23-007 (PGC 27439).